# Zone urbaine de Lappeenranta
La conurbation de Lappeenranta (finnois : Lappeenrannan keskustaajama) est une zone urbaine située à Lappeenranta et Taipalsaari en Carélie du Sud. 

## Présentation
En 2014, la zone urbaine compte {{nombre|55429|habitants, pour une superficie de 54,56 km2 et une densité de 1 015,9 habitants par km2.
La zone urbaine comprend 48 quartiers, du centre, du Sud, du Nord, de l'Ouest et de Lauritsala,,.
La zone déborde aussi à l'Est, l'Ouest et au Sud, sur des petites zones de campagne qui n'appartiennent à aucun quartier.
Au nord, la zone s'étend sur Taipalsaari et l'île de Kuivaketvele,.
En 2014, seul un habitant de la conurbation habite du côté de Taipalsaari. 
Alors que 76% de la population de Lappeenranta habite dans la conurbation.